# Gare de Ciney
Pour les articles homonymes, voir Ciney (homonymie).
La gare de Ciney est une gare ferroviaire belge de la ligne 162, de Namur à Sterpenich (frontière du Luxembourg), située sur le territoire de la ville de Ciney, dans la province de Namur en Région wallonne. Elle est aussi le départ de la ligne touristique 128 dite du Bocq qui est gérée par l'association Patrimoine ferroviaire et Tourisme.
Elle est mise en service en 1858 par la Grande compagnie du Luxembourg. C'est aujourd'hui une gare de la Société nationale des chemins de fer belges (SNCB).

## Situation ferroviaire
Établie à 239 m d'altitude, la gare de Ciney est située au point kilométrique (PK) 29,00 de la ligne 162, de Namur à Sterpenich (frontière du Luxembourg), entre les gares ouvertes de Natoye et Leignon. C'est une gare de bifurcation avec la ligne 128 de Ciney à Yvoir et c'était une gare d'embranchement avec l'ancienne ligne 126 de Statte à Ciney aujourd'hui fermée.

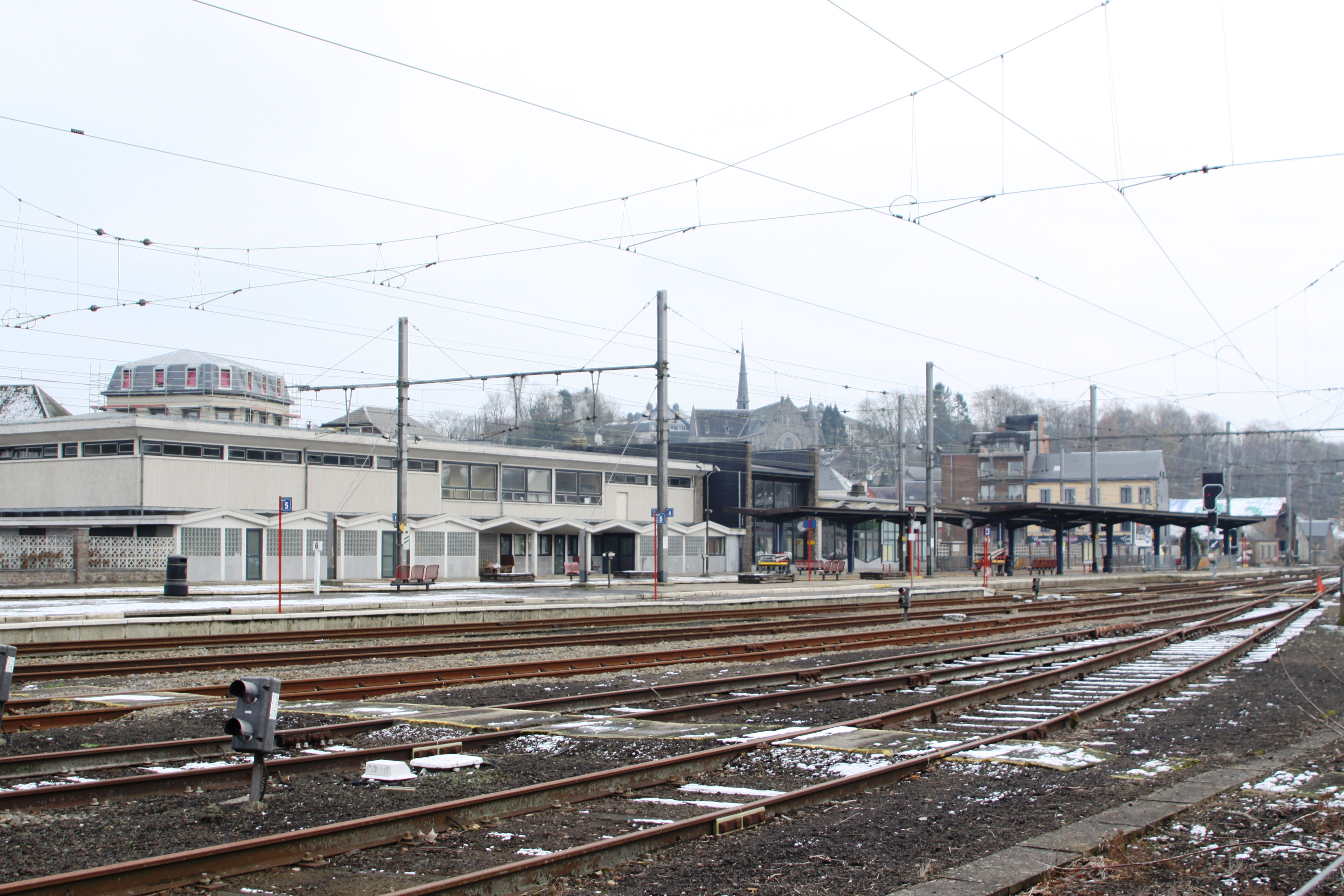
L'intérieur de la gare avec les voies, les quais et le bâtiment voyageurs.

## Histoire
La ligne de Namur à la frontière du Luxembourg est mise en service par section en 1858. La Grande compagnie du Luxembourg ouvre au service la section de Namur à Ciney le 15 mai 1858. En 1867, la station de Ciney est la quatrième de la ligne à 28 km de Namur.
Trois bâtiments de gare se sont succédé à Ciney.

### La gare de 1858
Pour la construction de ses gares, la Grande Compagnie du Luxembourg réalisa plusieurs modèles standards et choisit un modèle de bâtiment à deux étages de style néo-Renaissance italienne de deux niveaux sous une toiture à croupes comportant entre trois et sept travées qui fut édifié à Assesse, Natoye, Ciney, Jemelle, Marbehan et Habay. Seules les bâtiments construits à Natoye (fortement transformée par les Chemins de fer de l’État Belge) et Habay existent encore.
Les portes et fenêtres étaient surmontées d'arcs en plein cintre du modèle florentin et toutes les fenêtres étaient géminées et séparées par des colonnettes.
Rapidement, après la reprise par l’État Belge, la gare de Ciney, qui comportait cinq travées et de petits bâtiments annexes, devint trop exiguë et il fut décidé de la démolir pour construire une nouvelle gare.

### La gare de 1895

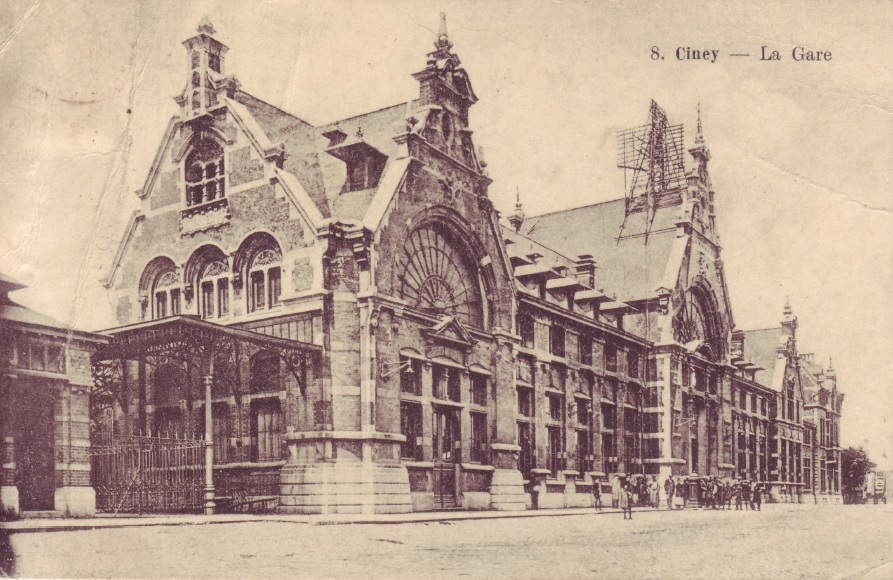
Bâtiment de 1895, côté rue.

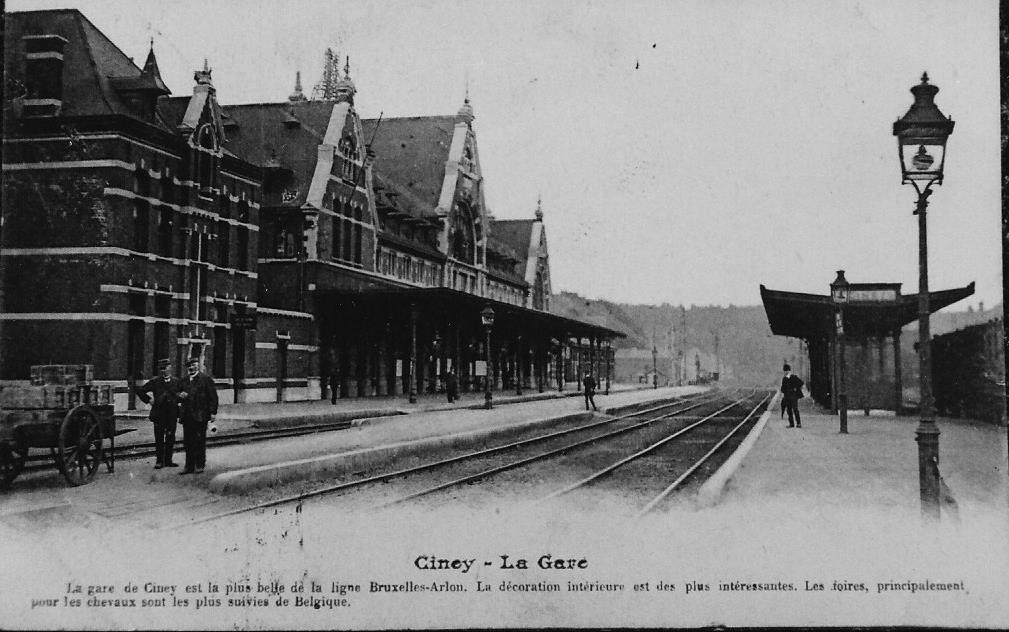
Idem, côté quais.

À la fin des années 1890 en Belgique, le style le plus en vogue pour les bâtiments publics est l'architecture néo-Renaissance flamande et il le restera jusqu'à la Première Guerre mondiale, sans réellement tenir compte du style art-nouveau qui existait à la même époque. À cette époque, le réseau est en grande partie terminé et on décide alors de remplacer quelques-unes des gares anciennes, construites à une époque où le trafic était moins important.
À Ciney, c'est le chef de section Émile Robert qui livre les plans d'une gare monumentale et richement décorée qui entre en service en 1895. Elle était constituée de trois pavillons surmontés de larges pignons au décor baroque. Le pavillon de gauche (côté Marloie) et le pavillon central accueillaient les entrées et étaient surmontés de grandes baies semi-circulaires. Les pignons latéraux étaient percés de baies vitrées.
Le rez-de-chaussée possédait de très hauts plafonds et étaient surplombés par un seul étage d’attique ainsi que d'un toit muni de chiens-assis.
Il y avait également un logement de fonction adjacent pour le chef de gare construit dans le même style architectural.
Les dimensions imposantes et le style très recherché de cette nouvelle gare pourraient avoir un lien avec les fréquentes visites du Roi Léopold II dans la région.
Ce beau bâtiment, déjà endommagé par un incendie en 1930, sera finalement démoli dans les années 1970.

### La gare de 1977
Cette gare, construite en 1977 par Edmond Lejaer, répond aux nouveaux principes en vigueur avec l’évolution des techniques et requiert à une construction fonctionnelle, faisant appel à des murs en béton pour la partie technique et à de larges surfaces vitrées pour la partie destinée aux voyageurs qui abrite les guichets, la salle d’attente et le buffet, tandis qu'un auvent en dents de scie court des deux côtés du bâtiment.
Le portail est disposé dans la partie centrale, largement vitrée et verticale, flanquée de deux murs revêtus de pierre du pays qui seront par après en grande partie recouverts de tuiles jaunes, rouges et grises qui compensent le manque de personnalité de la plupart des gares construites à cette époque.
Comparée à l’ancienne gare, son aspect très dépouillé, surtout du côté de la partie technique, est loin de faire l’unanimité et une nouvelle gare devrait être construite pour 2023 dans la foulée des importants travaux qui ont lieu autour de la gare. Sa démolition a lieu en décembre 2022.

### Aménagements récents
Dans le cadre de la modernisation des lignes 161 et 162 destinée à réduire les temps de parcours, il fut décidé de supprimer le passage à niveau au sud de la gare de Ciney et de le remplacer par un pont construit au nord de la gare sur le site d’anciennes voies de garage et d'une partie du parking.
En plus d’un nouveau bâtiment de gare, avec une salle d'attente de 67 m2, un parking multi-étages est prévu dans l’avenir afin de tenir compte de l’augmentation du trafic. Une zone verte sera créée devant la nouvelle gare ainsi qu'un parking couvert pour 108 vélos (dont 36 électriques).

## Service des voyageurs

### Accueil
Gare de la SNCB, elle dispose d'un bâtiment voyageurs avec guichets ouverts tous les jours. Elle offre divers services, notamment une consigne, une librairie et un buffet. Le passage en sécurité d'un quai à l'autre se fait en empruntant un passage souterrain lumineux, avec des escaliers disposant de goulottes pour les vélos ou des escalators. Les quais sont pourvus d'auvents.

### Dessertes
Ciney est desservie par des trains InterCity (IC), des trains d'heure de pointe (P) et des trains Omnibus (L) qui desservent la ligne 162.
En semaine, la desserte comprend : 
- des trains IC-16 entre Bruxelles-Midi et Luxembourg ou Arlon, toutes les heures, certains étant limités à Rochefort-Jemelle ou Ciney ;
- des trains L entre Rochefort-Jemelle et Ciney, toutes les deux heures ;
- des trains L entre Namur et Ciney ;
- des trains P reliant Bruxelles-Midi à Rochefort-Jemelle ;
- des trains P reliant Namur à Rochefort-Jemelle ou Luxembourg ;
- des trains P entre Ciney et Rochefort-Jemelle ou Libramont ;
- des trains P entre Ciney et Namur ;
- un train P de Louvain-la-Neuve à Rochefort-Jemelle, le vendredi.

Les weekends et jours fériés, la desserte est moins étoffée et tous les trains L ne roulent que toutes les deux heures. Elle est constituée par les trains suivants :
- trains IC-16 Bruxelles-Midi - Arlon ;
- trains L Ciney - Libramont ;
- trains L Ciney - Namur.
- un unique train P entre Arlon et Bruxelles-Midi le dimanche soir en période scolaire.

Les 4 voies sont accessibles par deux quais centraux. Les voies 2 et 3 servent d'arrêt pour les trains InterCity, la voie 1 ou 4 pour les trains L en direction de Libramont (la semaine) et la voie 4 pour les trains L en direction de Libramont et de Namur (le week-end).[réf. nécessaire]

### Intermodalité
Des emplacements pour les deux roues et des parkings pour les véhicules, gratuits ou payants, sont disponibles dans son environnement immédiat. Les transports en commun routiers ont un quai à côté du bâtiment voyageurs, et une gare routière avec quatre quais comportant des abris.

## Comptage voyageurs
Ce graphique et tableau montre le nombre de voyageurs embarquant en moyenne durant la semaine, le samedi et le dimanche.
| Nombre de passagers qui embarquent à la gare de Ciney | Nombre de passagers qui embarquent à la gare de Ciney | Nombre de passagers qui embarquent à la gare de Ciney | Nombre de passagers qui embarquent à la gare de Ciney |
|                                                       | Semaine                                               | Samedi                                                | Dimanche                                              |
| ----------------------------------------------------- | ----------------------------------------------------- | ----------------------------------------------------- | ----------------------------------------------------- |
| 1977                                                  | 1 737                                                 | 531                                                   | 557                                                   |
| 1978                                                  | 1 701                                                 | 505                                                   | 361                                                   |
| 1979                                                  | 1 814                                                 | 482                                                   | 430                                                   |
| 1980                                                  | 2 038                                                 | 614                                                   | 575                                                   |
| 1981                                                  | 1 660                                                 | 446                                                   | 500                                                   |
| 1982                                                  | 1 779                                                 | 405                                                   | 534                                                   |
| 1983                                                  | 1 580                                                 | 455                                                   | 466                                                   |
| 1984                                                  | 1 721                                                 | 507                                                   | 503                                                   |
| 1985                                                  | 1 907                                                 | 684                                                   | 664                                                   |
| 1986                                                  | 1 844                                                 | 576                                                   | 505                                                   |
| 1987                                                  | 1 575                                                 | 620                                                   | 609                                                   |
| 1988                                                  | 1 676                                                 | 505                                                   | 743                                                   |
| 1989                                                  | 1 870                                                 | 727                                                   | 692                                                   |
| 1990                                                  | 1 787                                                 | 626                                                   | 707                                                   |
| 1991                                                  | 1 760                                                 | 731                                                   | 771                                                   |
| 1992                                                  | 1 943                                                 | 632                                                   | 735                                                   |
| 1993                                                  | 1 811                                                 | 507                                                   | 590                                                   |
| 1994                                                  | 1 984                                                 | 526                                                   | 763                                                   |
| 1995                                                  | 2 002                                                 | 532                                                   | 683                                                   |
| 1996                                                  | 2 046                                                 | 661                                                   | 729                                                   |
| 1997                                                  | 1 814                                                 | 650                                                   | 624                                                   |
| 1998                                                  | 1 842                                                 | 758                                                   | 1 086                                                 |
| 1999                                                  | 1 768                                                 | 515                                                   | 590                                                   |
| 2000                                                  | 1 773                                                 | 629                                                   | 758                                                   |
| 2001                                                  | 1 757                                                 | 548                                                   | 622                                                   |
| 2002                                                  | 1 757                                                 | 573                                                   | 600                                                   |
| 2003                                                  | 1 775                                                 | 722                                                   | 696                                                   |
| 2004                                                  | 1 960                                                 | 634                                                   | 640                                                   |
| 2005                                                  | 2 395                                                 | 826                                                   | 843                                                   |
| 2006                                                  | 2 489                                                 | 799                                                   | 868                                                   |
| 2007                                                  | 2 496                                                 | 823                                                   | 868                                                   |
| 2008                                                  | -                                                     | -                                                     | -                                                     |
| 2009                                                  | 2 649                                                 | 696                                                   | 773                                                   |
| 2010                                                  | -                                                     | -                                                     | -                                                     |
| 2011                                                  | -                                                     | -                                                     | -                                                     |
| 2012                                                  | 2 012                                                 | 737                                                   | 806                                                   |
| 2013                                                  | 1 997                                                 | 857                                                   | 898                                                   |
| 2014                                                  | 1 803                                                 | 720                                                   | 795                                                   |
| 2015                                                  | 2 124                                                 | 898                                                   | 959                                                   |
| 2016                                                  | 2 000                                                 | 753                                                   | 880                                                   |
| 2017                                                  | 2 205                                                 | 831                                                   | 970                                                   |
| 2018                                                  | 1 924                                                 | 796                                                   | 907                                                   |
| 2019                                                  | 2 127                                                 | 805                                                   | 1 090                                                 |
| 2020                                                  | 1 527                                                 | 720                                                   | 782                                                   |
| 2021                                                  | -                                                     | -                                                     | -                                                     |
| 2022                                                  | 2 026                                                 | 785                                                   | 883                                                   |
| 2023                                                  | 2 137                                                 | 969                                                   | 1 048                                                 |
| 2024                                                  | 2 076                                                 | 873                                                   | 1 079                                                 |